# ConnectWise Control

ConnectWise Control（コネクトワイズ・コントロール）はリモートサポート、リモートミーティング、リモートアクセス3つの機能を持つ、オールインワンのリモートデスクトップ・ソリューションである。

## 沿革
ConnectWise Controlは初め、2008年にScreenConnectという名称でElsinore Technologiesにより開発された。
ScreenConnectは2015年に経営管理システムを開発しているConnectWise Inc.に買収された。
2017年にConnectWise Controlが正式名称になった。
現在、世界178の国で15,000社以上の企業が使用している。